# Back to the Future (datorspel, 1989)
Back to the Future är ett NES-spel baserat på långfilmen med samma namn, och utgivet i USA i september 1989. Spelet producerades av Beam Software och distribuerades av LJN.

### Fotnoter
1. ↑  ”Release information”. Gamefaqs. http://www.gamefaqs.com/nes/587101-back-to-the-future/data. Läst 10 juni 2014.